# Ji Hu
J. Hu, també conegut com a Ji Hu, tot i que el seu nom complet és desconegut, va ser un filòsof xinès, que visqué durant la Dinastia Zhou (al voltant del 800 aEC fins al 740 aEC) i és força desconegut fora de la regió d'Anhui. Estava convençut que la Xina cauria en la foscor quan "l'aigua i la terra fluïren cap a la llum".

## Anotacions biogràfiques
J. Hu es creu que provenia d'una família de grangers pobres d'Anhui, i des de molt jove va mostrar una intel·ligència i una ambició inusuals. A causa d'això, es va casar amb la filla d'un ric comerciant i va tenir un fill amb ella, fingint sent un poderós terratinent. Durant alguns anys ell va viure dels diners de la seva dona, i mentrestant es va dedicar al seu tema més estimat, la filosofia.
Però el seu engany va ser finalment descobert, i fou forçat a escapar a Hao, aleshores la capital imperial. Allí, va tractar d'exposar les seves idees revolucionàries sobre la vida, que van ser rebutjades brutalment. Molt prompte va ser pobre una altra vegada, i en la seva frustració se'n va anar de la ciutat, resolent de viure com un ermità per la resta de la seva vida.
Va tornar al seu poble natal, on en va dedicar tot el temps a la meditació. Hom diu que un dia, mentre menjava un plat d'arròs que li havia donat un agricultor, va aconseguir la il·luminació, i va veure que la seva cerca no tenia sentit. En les seves paraules: "L'única cosa que val la pena assolir és el final de la pròpia realització: la ignorància noble."
Llavors ell va trobar el seu fill i el va convèncer per convertir-se en el seu deixeble, que va aconseguir portar-hi més gent al seu pare. El seu estil hermètic de vegades molestava als seus deixebles més ignorants, i un d'ells fins i tot va deixar cec a J. Hu amb els seus propis dits, tractant de fer-li abandonar la seva filosofia. El vell mestre suposadament va dir: "El neci no pot prendre els ulls veritables de la veritat, de manera que el savi encara pot veure el camí". Amb els anys, la majoria dels seus seguidors el van abandonar.
J. Hu va morir quan el seu sostre va caure sobre ell durant una tempesta, a soles i oblidat. Els únics registres de la seva existència provenen de les notes del seu fill. La data exacta de la seva mort és desconeguda, encara que es creu que va viure entre els cinquanta o seixanta anys.